# Lacistema krukovii
Lacistema krukovii là một loài thực vật có hoa trong họ Lacistemataceae. Loài này được Sleumer mô tả khoa học đầu tiên năm 1980.